# Liste der Imaginarius Theaterfestivals
Die Liste der Imaginarius Theaterfestivals führt alle Ausgaben des Imaginarius Theaterfestivals auf, ein Straßentheaterfestival in der nordportugiesischen Stadt Santa Maria da Feira. Es wurde 2001 das erste Mal veranstaltet und findet seither an verschiedenen Orten, Plätzen und Gärten in der historischen Innenstadt statt.
Die Liste ist chronologisch nach Austragungsjahren sortiert und führt die Namen der wichtigsten Theatergruppen (Compagnie, Cie. abgekürzt) und Künstler auf, die beim jeweiligen Festival aufgetreten sind.

## Veranstaltungen

### 2001
Vom 5. bis 15. September:
- Xarxa Teatre (Spanien)
- Teatre de l'ull (Spanien)
- Ramon Kekvink (Frankreich)
- Teatro ao Largo (Portugal)
- Teatro Ka (Portugal)
- Plasticiens Volants (Frankreich)
- Generik Vapeur (Frankreich)
- Teatro do Elefante (Portugal)
- Joana Grupo de Teatro (Portugal)
- Circolando (Portugal)
- Sarruga (Spanien)
- Walk the Plank (Vereinigtes Königreich)
- Compagnie Transe Express Circus (Frankreich)
- Aerial (Frankreich)
- Les Comandos Percu (Frankreich)
- Caretos de Podence (Portugal)

### 2002
Vom 6. bis 14. September 2002:
- Persona (Portugal)
- L'Avalot Teatre (Spanien)
- Bruno Dizien (Portugal)
- Pirotecnia Minhota (Portugal)
- Métalovoice (Frankreich)
- Theater Titanick (Deutschland)
- Vagalume Teatro (Spanien)
- Sol Picó (Spanien)
- Strange Fruit (Australien)
- Jo Bithume (Frankreich)
- Compagnie Transe Express Circus (Frankreich)
- The Dream Engine (England)
- Carnevale de Viareggio (Italien)

Dazu eine Ausstellung von Luca Alinari und eine von Franca Rame und Literaturnobelpreisträger Dario Fo.

### 2003
Vom  5. bis 14. September 2003:
- Generik Vapeur (Frankreich)
- Circo da Madrugada (Brasilien) & Théâtre Oère (Frankreich)
- Dimonis Rafolins de Alqueria d´Asnar (Spanien)
- Improbable Theatre & The World Famous (England)
- Cacahuete (Frankreich)
- Royal de Luxe (Frankreich)
- Teatre de l'ull (Spanien)
- Komplexkapharnaum (Frankreich)
- Cirque Trottola (Frankreich)
- Circolando (Portugal)
- Teatro Ka (Portugal)
- Cie. Dominique Houdart et Jeanne Heuclin (Frankreich)
- Fundatia Parada di Bucarest (Rumänien)
- Theater Titanick (Deutschland)
- Emergency Exit Arts (England)
- Pauliteiros de Miranda do Douro (Portugal)
- Os Gigantes do Corpus de Xátiva (Spanien)
- Bombos e Gigantones de Lousada (Portugal)
- Groupe F (Frankreich)
- Funk Off (Italien)
- Dúo Tangorditos (Spanien)
- Circo Imperfecto (Spanien)
- Circ Panic (Spanien)
- Art'Imagem (Portugal)

Dazu eine Veranstaltung zu Ehren des Regisseurs Manoel de Oliveira und das von ihm inszenierte Stück Mário ou eu próprio, o outro, eine Ausstellung zu Antonio Possenti (Italien) und eine Fotosession mit Spencer Tunick (USA).

### 2004
Vom 9. bis 11. Juni 2004, zusammen mit Eröffnung des Stadtfestes anlässlich der Fußball-Europameisterschaft 2004:
- Royal de Luxe (Frankreich)
- Teatro do Mar (Portugal)
- Persona (Portugal)
- Leo Bassi (Italien)
- Walk the Plank (Vereinigtes Königreich)
- Gravidade Zero (Portugal)
- Cia. La Salamandre (Frankreich)
- Pedro Tochas (Portugal)
- Zuzucas (Portugal)
- Katakló (Italien)
- The Peatbog Fairies (Schottland)

### 2005
Vom 16. bis 19. Juni 2005:
- La Fura dels Baus (Spanien)
- Arcipelago Circo Teatro (Italien)
- Tosta Mista, o malabarista (Portugal/Deutschland)
- Leo Bassi (Italien)
- Osama el-masry (Ägypten)
- Les Passengers (Frankreich)
- Chico Simões (Brasilien)
- Xarxa Teatre (Spanien)
- Vacas de Fogo de Lousada (Portugal)
- Fallas de Valencia (Spanien)
- Confraria da Fogaça (Portugal)
- Tambores de Calandra (Spanien)
- Farchie di Fara Filiorum Petri (Italien)
- Falcons de Vilafranca (Spanien)
- Trabucaires (Spanien)
- Festa dei Gigli di Nola (Italien)
- Acquaragia Drom (Italien)
- El Gran Maximiliano (Argentinien)
- Boni (Spanien)
- Los Galindos (Spanien)
- Von Magnet (Frankreich)
- St. Patrick’s Festival Aughakillymaude Mummers (Irland)

Dazu regionales Theater Teatro Regional da Serra de Montemuro als Teil der 500-Jahr-Feier der Festa das Fogaceiras der Stadt, Ausstellungseröffnung "Hardware + Software = Burros" (dt.: Hardware + Software = Esel) von Oliviero Toscani, in Zusammenarbeit mit der AEPGA (Associação para o Estudo do Gado Asinino, dt.: Verein zum Studium des Eselsviehs), und Work in Progress der portugiesischen Compagnie Persona.

### 2006
Vom 18. bis 20. Mai 2006:
- Companhia Marimbondo (Portugal/Deutschland)
- Homem Estátua António Santos (Portugal)
- Schroedingers Cat (Vereinigtes Königreich/Portugal)
- Bernardo Malabarista (Portugal)
- Mila Xavier (Portugal)
- Tosta Mista, o malabarista (Portugal/Deutschland)
- Leo Cartouche (Deutschland/Portugal)
- Ilja Mook (Niederlande)
- Donato Sartori und Paola Piizzi (Italien)
- Gran Reineta (Chile)
- Pippo Delbono (Italien)
- Cacahuète (Frankreich)
- Persona (Portugal) & Von Magnet (Frankreich)
- Amlima (Togo)
- Markeliñe (Spanien)
- Ramon Kelvink jr. (Frankreich) & Catherine Léger (Kanada)
- Antagon TheaterAKTion (Deutschland)
- Lous Tchancayres (Frankreich)
- Les Échasseurs de Namur (Belgien)
- Les Balayeurs du Desert (Frankreich)

Dazu eine große Straßenparade (Grande Parada de Rua) unter dem Motto "Anda Connosco!" (dt.: Komm mit uns!), Projekt "Teatro para o Desenvolvimento Comunitário" (dt.: Theater zur kommunalen Entwicklung) und das Projekt "O Turno da Noite" - "La Nuit de Musées '06" (Museumsnacht des regionalen Papiermuseums Museu do Papel das Terras de Santa Maria).

### 2007
Vom 17. bis 19. Mai 2007:
- Joana Vasconcelos (Portugal)
- Fundatia Parada di Bucarest (Rumänien)
- Parada, Teatro e Casamento (Portugal/Italien/Serbien)
- Cacahuète (Frankreich)
- Compagnie mécanique vivante (Frankreich) mit Margarida Guerreiro & Custódio Castelo (Portugal)
- Zenildo Barreto (Brasilien)
- Cie. Doedel (Niederlande)
- Cie. Pippo Delbono (Italien)
- Cie. Colombaioni (Italien)
- Cie. Off (Frankreich)
- Ydreams (Portugal)
- Cie. Pujá (Spanien/Argentinien)
- Dynamogène (Frankreich)
- Tatamata Teatro (Italien/Serbien)
- Cie. Popol (Frankreich)
- Cie. Batchata (Belgien)
- Cie. Persona (Portugal)
- Cie. Arra (Italien)
- Boban i Marko Marković Orkestar (Serbien)
- Cie. Teatro de la saca (Spanien)
- Filar & O Bando (Portugal)
- Cie. Circolando (Portugal)

Dazu Filmvorführungen (Guerra (2003) von Pippo Delbono und I clown (1970) von Federico Fellini), Workshops mit anwesenden Gast-Compagnien, und inklusive Theaterworkshops und Projekte mit jungen Menschen mit körperlichen oder geistigen Beeinträchtigungen.

### 2008
Vom 15. bis 17. Mai 2008:
- Mamulengo (Brasilien)
- Théâtre décalé (Frankreich)
- Afro Jungle Jeegs (Kenia)
- L'ambi Teatro (Italien)
- Markeliñe (Spanien)
- Breno Moroni & Claudia Borioni (Brasilien)
- Ilotopie (Frankreich)
- Johan Lorbeer (Deutschland)
- Enano Free Artist (Portugal)
- Gran Reynata (Chile)
- Theater Titanick (Deutschland)
- Chris Lynam & Kate Mckenzie (England)
- Kumulus (Frankreich)
- Voalá! (Argentinien)
- Teatro do Mar (Portugal)
- Malabar (Frankreich)
- Cie. Clara Andermatt (Portugal)
- Royal de Luxe (Frankreich)

Zudem offene Theaterateliers von Gast-Gruppen, Abschlusskonzert mit dem Orchestra di Piazza Vittorio (Italien), Installationen von Joana Vasconcelos und Paulo Neves (Portugal), eine Spencer-Tunick-Ausstellung, eine Konferenz mit den Architekten und Raumplanern Siza Vieira, Souto de Moura und Yehuda Safran, und eine freie Inszenierung des Kleinen Prinzen von Antoine de Saint-Exupéry durch das inklusive Instável Orquestra de Fiães aus der Gemeinde Fiães im Kreis Santa Maria da Feira.

### 2009
Vom 28. bis 31. Mai 2009:

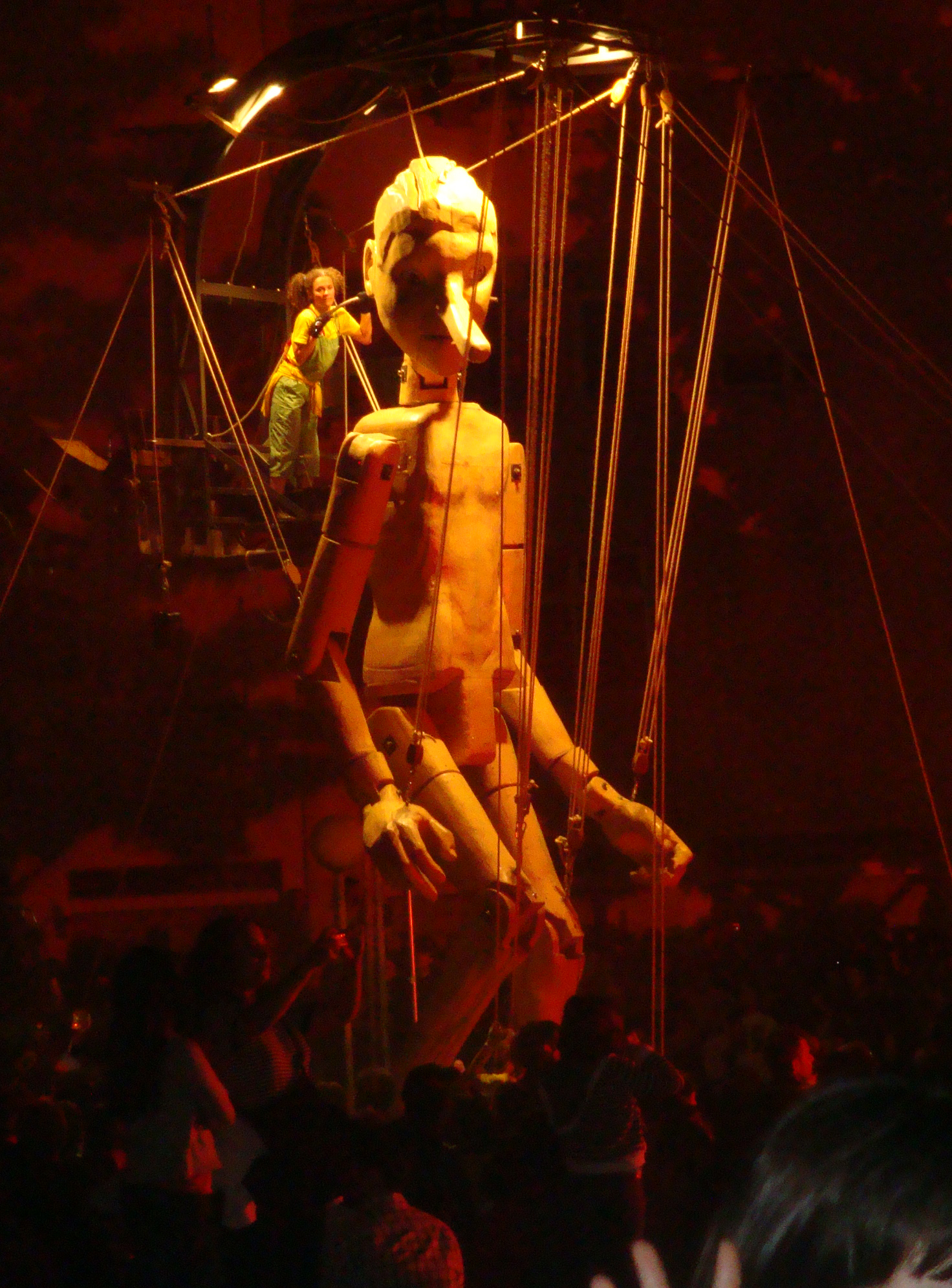
Nächtliche Aufführung währendes Imaginarius-Festivals 2009

- Circolando (Portugal), Koproduktion mit dem Teatro Nacional de São João in Porto
- La Fura dels Baus (Spanien)
- Odin Teatret (Dänemark/Portugal)
- Projecto Pinóquio (Portugal/Deutschland/Argentinien/Italien)
- Cie. Pujá (Spanien/Argentinien)
- Les Commandos Percu
- Chris Lynam
- Trigo Limpo Teatro Acert (Portugal/Italien)
- Marionetas de Mandrágora
- Cláudio Hochman (Portugal) & Luciano Burgos (Argentinien, Projekte: Projecto Pinóquio), Koproduktionen mit Acert und Octar
- Theater Titanick (Deutschland, Projekte: Instável Orquestra, Projecto Texturas, Projecto Odin Teatret (Meu Coração Viagem) und Projecto Pinóquio (A Fabulosa História de uma Criança chamada Pinóquio)), Koproduktionen mit Acert und Octar
- Trio Cosacco & Jean-Marc Dercle (Italien)
- Leandre Ribera & Roc Sala (Spanien)
- Gonçalo M. Tavares (Autor), João Gil (Musiker), João Ribeiro (Bildhauer) und Pedro Sena Nunes (Regisseur), Koproduktion mit Galeria ao Quadrado und Vo’arte (alle Portugal)
- Teatro de Marionetas do Porto (Portugal)
- Enano free artist (Portugal)
- Chris Lynam (England)
- Karoli - the wheel man (Spanien)
- Chris Lynam & Kate Mckenzie (England)
- Ace / Teatro do Bolhão (Portugal)
- Instável Orquestra (Portugal)
- Les Commandos Percu (Frankreich)
- Maisternia pisni (Ukraine)
- Fiar Palmela (Portugal)
- Cia. Cim / Vo'arte (Portugal)
- Grupo Puja! (Argentinien)

Dazu Abschlusskonzert mit Kumpania Algazarra (Portugal), Installationen "Importa/Exporte" (FBAUP) und die erste Ausgabe von Mais Imaginarius (vom 16. Mai bis 7. Juni 2009)

### 2010
Vom 27. bis 29. Mai 2010:
- Marco Martins (Portugal), Koproduktion mit CCTAR & Castiis
- Instável Orquestra (Portugal), Koproduktion mit CCTAR und der Stadtverwaltung von Santa Maria da Feira
- Anna Stigsgaard (Dänemark), Koproduktion mit CCTAR und der Stadtverwaltung von Santa Maria da Feira
- All About Dance (Portugal)
- Teatro de Marionetas do Porto (Portugal)
- Cie. Persona featuring Artana (Portugal)
- Pia - Projecto de Intervenção Artística (Portugal)
- Cie. Clara Andermatt (Portugal)
- Cie. Off (Frankreich)
- Compagnie des quidams / Inco'nito (Frankreich)
- Leo Bassi (Italien)
- Radar 360º (Portugal)
- David Moreno (Spanien)
- Pappazum (Italien)
- A Tasca do Circo (Portugal)
- Assircópatas (Spanien)
- Circopitanga (Schweiz)
- Conflito Estético - ass. cultural (Portugal)
- Filipe Moreira (Portugal)
- Flávio Rodrigues (Portugal)
- Nguyen Van (Italien)
- Oli and Mary (Portugal)
- Olivetreedance (Portugal)
- Prisma (Portugal)
- Simão Costa (Portugal)
- Circo escarranchado (Spanien)
- Cie. Antipodes (Frankreich)

Dazu ein Konzert der Gruppe Yoshi - O Puto Dragão, Ausstellungen, Installationen, und die erste Ausgabe der internationalen Konferenz „Künstlerisches Schaffen für den öffentlichen Raum“ (criação artística para o espaço público) mit João Brites (Portugal), Leo Bassi (Italien), Paolo Apolito (Italien), António Remesar (Katalonien/Spanien) und Javier Tudela (Galizien/Spanien).

### 2011
Vom 19. bis 21. Mai 2011:
- Circolando (Portugal)
- The Dirty Brothers (Australien)
- Banda Sinfónica de Jovens de Santa Maria da Feira & Cie. All About Dance
- Percussioni Dadadang (Italien)
- Teatr KTO (Polen)
- Theater Tol (Belgien)
- Guixot de 8 (Spanien)
- Claudia Vásquez Gómez (Chile)
- Enfarte Colectivo de Intervenção Artística e Acção Política (Portugal)
- Alex Campos (Portugal)
- Ne Me Títere Pas (Spanien)
- Cie. Isaurel (Frankreich)
- Los Kikolas Circo Teatro (Spanien)
- Kyung ae ro (Südkorea)
- Van Nguyen (Portugal)
- Rute Esteves (Portugal)
- Paulo Morais (Portugal)
- César Estrela & Sandra Correia (Portugal)
- Os Andantes (Portugal)
- Cie. Quais des valses (Frankreich)
- Bizu Walking Band (Portugal)
- Oplas (Italien)
- Flávio Rodrigues & Joana Castro (Portugal)

Dazu pädagogische Projekte und die zweite Ausgabe der internationalen Konferenz „Künstlerisches Schaffen für den öffentlichen Raum“ (criação artística para o espaço público) mit Marco Martins (Portugal), Jerzy Zon (Polen), Hugo Cruz (Portugal) und Jürgen Müller (Spanien, La Fura dels Baus).

### 2012
Vom 25. bis 27. Mai 2012:
- Lee Beagley (England/Portugal)
- Filipa Francisco (Portugal) mit lokalen Volkstanzgruppen
- Madalena Victorino (Portugal)
- Pan.Optikum (Deutschland)
- Grotest Maru (Deutschland)
- Cirque Hirsute (Frankreich)
- Projeto Ez (Portugal)
- Cie. Erva Daninha (Portugal)
- Orquestra e Banda Sinfónica de Jovens de Santa Maria da Feira (Portugal)
- Orquestrinha Criativa de Santa Maria da Feira & Grupo de Expressão da CERCI Feira (Portugal)
- Marionetas da Feira (Portugal)
- Teatro da Serra de Montemuro (Portugal)
- Teatro a Quatro & Teatro Bandido (Portugal)
- Abelha Acrobática (Portugal)
- Teatro de Ferro (Portugal)
- Xirriquiteula Teatre (Spanien)
- Francesco Cerutti Nava (Italien)
- Joana Matos Estrela (Portugal)
- Maurangas (Argentinien)
- Clown me in (Libanon)
- Yes No ok (Portugal)
- Filipe Moreira (Portugal)
- João Garcia Miguel (Portugal)
- Marco Ferreira (Portugal)
- Daniele Villa (Italien)
- Companhia de Dança Labu (Portugal)
- Producciones Aledañas (Spanien)

Daneben Konzert des Antwerp Gispy-Ska Orkestra (Belgien), Workshops mit Carlo Boso (Italien), Ausstellungen und Installationen, Diskussionsrunden zu künstlerischem Schaffen für den öffentlichen Raum, und ein Flohmarkt.

### 2013

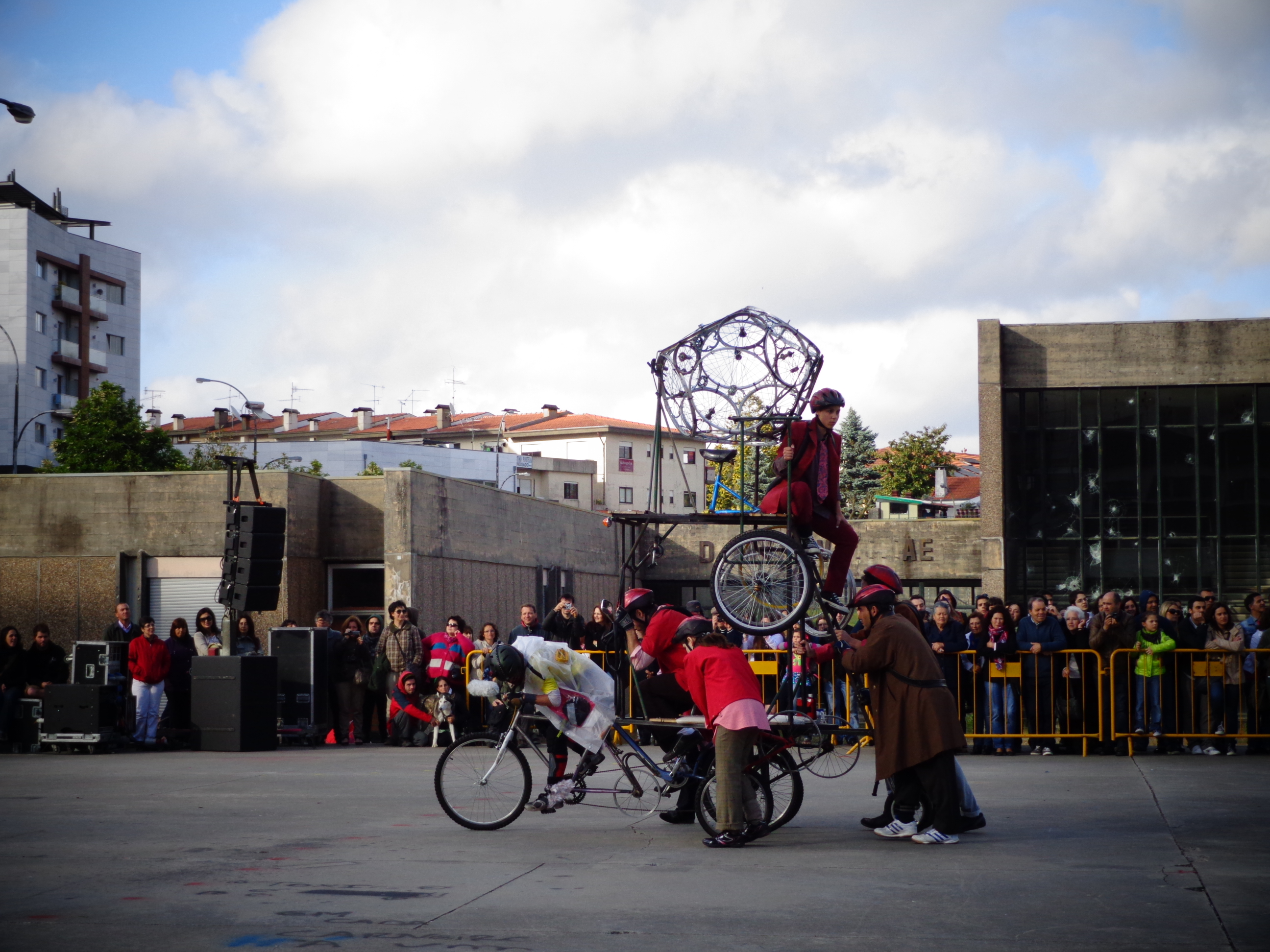
Aufführung während des Imaginarius-Festivals 2013.

Vom 24. bis 26. Mai 2013 fanden 117 Vorführungen mit 402 beteiligten Künstlern aus 16 Ländern statt, darunter:
- Vhils (Portugal)
- Baile das Bicycletas (Portugal)
- Urban Ballets (Portugal/Frankreich/Irland/Südafrika)
- Travessia (Portugal)
- Kompagnie Willi Dorner (Österreich)
- Antagon TheaterAKTion (Deutschland)
- Teatro O Bando (Portugal)
- Trupe Koskowisck (Brasilien)
- The Ljud Group (Slowenien)
- Grupo XIX de Teatro (Brasilien)
- La compagnie en croq (Frankreich)
- Bismas das Acácias (Angola)
- Les bleus de travaille (Frankreich)
- Teatro de Montemuro (Portugal)
- Desastronauts (Spanien)
- Filomena Almeida (Portugal)
- Cie. du p'tit vélo (Frankreich)
- Mara Andrade (Portugal)
- Talentitos (Deutschland/Frankreich)
- A world of bliss (Niederlande)
- Mattatoio Sospeso (Italien)
- Cychotron (Portugal)
- João Pamplona (Portugal/Norwegen)
- Colectivo ar_search (Portugal)
- Residual Gurus (Spanien)
- Edith Scher und Omar Gasparini (Argentinien)
- Clown Laboratori Porto (Portugal)
- The Purple Ladies Collective (Vereinigtes Königreich)
- Bárbara Andrez (Portugal)
- Diana Carneiro und João Dias (Portugal)
- Crassh (Portugal)
- T&A (Portugal/Tschechien)
- Marta Angelozzi (Portugal)
- Gabriel Loureiro (Portugal)

Zudem wurde eine weitere internationale Konferenz über Kunst und Öffentlichen Raum ausgerichtet und verschiedene Konzerte veranstaltet.

### 2014
Am 23. und 24. Mai 2014:
- Cirkvost (Frankreich)
- Hortzmuga Teatroa (Spanien)
- De Jongens (Niederlande)
- Factoria Circular (Spanien)
- Graeme Miller (Vereinigtes Königreich)
- Paulina Almeida (Deutschland)
- Projeto Ez (Portugal)
- Au Tour du Nez (Frankreich/Portugal)
- Persona (Portugal)
- Marionetas da Feira & Projeto Alquimia (Portugal)
- All About Dance (Portugal)
- Produções Suplementares, Teatro A Quatro, Fórum Ambiente e Cidadenia (Portugal/Vereinigtes Königreich)
- Ana Guedes, Marco Ferreira und Marta Angelozzi (Portugal)
- Casa dos Choupos (Portugal)
- Orquestra Criativa (Portugal/Italien/Serbien)
- Lorenzo Gianmario Galli (Italien)
- Décadas de Sonho (Portugal)
- Bruno Leite und Van Nguyen (Portugal)
- Cia. Circotito (Spanien)
- Cia. Eskalofriky (Frankreich)
- Umami Dance Theatre Project (Spanien)
- Mr. Mostacho (Chile)
- Cia. Autoportante (Italien)
- The Beat Brothers (Italien)
- Swindigentes (Spanien)
- Joana Saraiva (Portugal)
- The Strings (Portugal)
- Teatro Em Caixa (Portugal)

### 2015
Am 22. und 23. Mai 2015 wurden 49 Projekte gezeigt von 250 beteiligten Künstlern aus 19 Ländern, darunter:
- Cia. Umpor1 (Portugal)
- Updown (Portugal)
- Burry Buermans (Belgien)
- Orquestra Criativa de Santa Maria da Feira (Portugal)
- Cia. Zagreb (Spanien)
- Serious Clowns (Australien/Deutschland/Vereinigtes Königreich)
- Projeto Ez (Portugal)
- Rolando Rondinelli (Argentinien/Spanien)
- Cia. Circortito (Argentinien/Spanien)
- El Carromato (Spanien)
- All About Dance (Portugal)
- Clap Clap Circo (Argentinien/Uruguay)
- Estraordinarios (Deutschland/Portugal)
- Banjo Circus (Schweiz/Vereinigtes Königreich)
- Circobaya (Spanien)
- Es-Loren (Spanien)
- Asta (Portugal)
- La Calabaza (Spanien)
- Luigi Ciotta (Italien)
- Sorcaluba (Irland)
- Cão à Chuva (Portugal)
- Cia. Es (Spanien)
- Krystina Marcoux, Kalatin La Favre, Pierre Bassery (Frankreich)
- Edgar Groll (Israel)
- Bram Graafland (Niederlande)
- The Strings Theatre Company (Finnland/Frankreich) und Moaradavaga (Portugal)
- Bandart Productions (Ungarn)
- Artelier? (Portugal)
- Fanfarra Kaustika (Portugal)
- Voalá (Argentinien/Spanien)

### 2016
Am 20. und 21. Mai 2016:
- Plasticiens Volants (Frankreich)
- Décadas de Sonho (Portugal) und Cia. Persona (Portugal)
- Noiserv (Portugal) und Ballet Contemporâneo do Norte (Portugal)
- Lapso Producciones (Spanien)
- La Fausse Compagnie (Frankreich)
- Cão à Chuva (Portugal) und Projeto Ez (Portugal)
- Compagnie Mobil (Niederlande)
- DC Arte Grupo de Teatro (Kolumbien)
- Artelier? (Portugal)
- A Barrel of Monkeys Company (Deutschland)
- Teatro em Caixa (Portugal)
- Diga'ls-hi Inquiets (Katalonien)
- Orquestra Criativa (Portugal/Italien/Serbien)
- Micro Atelier de Arquitetura e Arte (Portugal)
- Tiago Azevedo (Portugal)
- DEM (Italien) und Ensemble Lodi (Italien)
- Bruno Estima (Portugal)
- Totonco Teatro (Spanien)
- Teatro Art´Imagem (Portugal)
- Bence Sarkadi (Ungarn)
- Bígolis Teatre (Spanien)
- Excompanhia de Teatro (Brasilien)
- Lucas Deni (Mexiko)
- Joseph Maria Antonio (Deutschland/USA)
- Alice Rose (Dänemark)
- Fanzini Brothers (Irland)
- Andrea Fidelio (Belgien)
- Tânia Suassuruna (Brasilien)
- Harpoemacto (Portugal)
- Luca Bellezze (Italien)
- The Funes Troup (Spanien)
- Poesia no Corpo, Corpo na Poesia (Portugal)
- Majava (Portugal)
- Nuno Pimenta (Portugal) und Ana Renata Polónia (Portugal)
- Espaço Neutro (Portugal)
- Cia. Moveo (Spanien)
- Valentin Lechat (Taiwan)

Zudem das Projekt "O Turno da Noite" - Donos do Tempo (Europäische Museumsnacht im regionalen Papiermuseum Museu do Papel das Terras de Santa Maria) und in der städtischen Bibliothek eine Veranstaltung des Cineclub da Feira, dem Filmklub von Santa Maria da Feira, zum brasilianischen Künstlergruppe Chelpa Ferro.

### 2017
Vom 25. bis 27. Mai 2017 fanden 140 Vorstellungen mit 400 beteiligten Künstlern aus 13 Ländern statt, darunter:
- Theater Tol (Belgien)
- Architects of Air (Vereinigtes Königreich)
- Nofit State Circus & Motionhouse (Vereinigtes Königreich)
- Fahr 021.3 (Portugal)
- Desvio Coletivo (Brasilien)
- Maria de Melo Falcão und Vítor Fontes (Portugal)
- Projeto Ez (Portugal)
- Cia. Moveo (Spanien)
- Poesia no Corpo, Corpo na Poesia (Portugal)
- Banda Sinfónica de Jóvens de Santa Maria da Feira & Lab Indança (Portugal)
- Joana Vasconcelos und die Comunidade Sénior de Santa Maria da Feira (Portugal)
- Bianca Ferreira (Portugal)
- Ambaradan (Italien)
- Frederico Dinis (Portugal)
- Jacqueline Belotti (Brasilien)
- Lights in Alingsås (Schweden)
- Nuno Sarafa (Portugal)
- Stalker Teatro (Italien)
- David Somló (Ungarn)
- Di Filippo Marionette (Italien)
- Shakti Olaizola (Spanien)
- Il Cataldo (Italien)
- Ola Muchin (Polen)
- Mimo Huenchulaf (Chile)
- Les Foutoukours (Kanada)
- If Human (Belgien)
- Ici'Bas (Schweiz)
- Cia. Eccentrici Dadarò (Italien)
- La Glo Zirko Dantza (Spanien)
- Joa (Portugal)
- Deabru Beltzak (Spanien)
- Ludo Circus (Spanien)
- Colectivo La Balsa (Spanien)
- Belen Robeda (Argentinien)
- NB Academia de Atores (Portugal)
- INAC – Instituto Nacional das Artes do Circo (Portugal)
- Elparo (Frankreich)

Zudem Gesprächsveranstaltungen mit Dave X vom Burning Man Festival (USA) und mit Block von Nofit State Circus & Motionhouse (Vereinigtes Königreich).

### 2018
Vom 24. bis 26. Mai 2018:
- Theater Gajes (Niederlande)
- Teatro do Mar (Portugal)
- Les Commandos Percu (Frankreich)
- Ici'Bas (Schweiz)
- Rina Marques & Rui Paixão (Portugal)
- Telmo Ferreira (Portugal)
- Col.Lectiu La Persiana (Spanien)
- Blaas of Glory (Niederlande)
- Projeto Ez (Portugal)
- Moradavaga (Portugal)
- Salto International Circus School (Portugal)
- Inês Severino & Clara Oliveira (Portugal)
- Arte.Descoberta (Portugal)
- Duo Masawa (Argentinien/Italien)
- Acrojou (Vereinigtes Königreich)
- Kapow (Vereinigtes Königreich)
- Wise Fools (Finnland)
- Teatime Company (Niederlande/Belgien/Irland)
- Autre Mina Company (Frankreich)
- 2Faced Dance Company (Vereinigtes Königreich)
- Compagnie du Paon (Türkei)
- Cirk Biz'Art (Frankreich)
- Les Espaces Cyclophones (Belgien)
- Pisando Ovos (Spanien)
- Skandalisi Dance (Russland)
- Accroche Toi Company (Marokko)
- Cie. Si Tu t'imagines (Spanien)
- L'abile Teatro (Italien)
- Cie. Les Malles (Schweiz)
- Gorka Pereira (Spanien)
- Paulo & Mayka (Niederlande)
- Cie. Nimú (Spanien)
- Elabö (Deutschland)
- La Pequeña Victoria Cen (Spanien)
- Pinocchio joins the orquestra (on S.T.R.E.E.T.) (Portugal/Italien/Serbien)
- Vera Alvelos (Portugal) & Patrick Hubmann (Österreich/Portugal)

Dazu Workshops, Weiterbildungsprogramme und offene Proben.

### 2019
Vom 23. bis 25. Mai 2019 fanden 196 Aufführungen von beteiligten 247 Künstlern aus 12 Ländern statt, darunter:
- Cie. Persona (Portugal)
- Klub Girko (Niederlande)
- Orquestra Criativa Santa Maria da Feira (Portugal), Music Art Project (Serbien) und Una Rete per la Musica (Italien)
- Isaura Santos (Portugal)
- Close-Act Theatre (Niederlande)
- Fheel Concepts (Frankreich)
- Ockhams's Razor (Vereinigtes Königreich)
- Efimer (Spanien)
- Always Drinking Marchig Band (ADMB) (Spanien)
- Salto International Circus School (Portugal)
- Dra/Mat (Portugal)
- El Sidral (Spanien)
- Cia. Clown Poético (Spanien)
- Miguel Horta (Portugal)
- Daniel Padrão (Portugal)
- Cie. du Paon (Türkei)
- Forum Ambiente e Cidadania (Portugal)
- Grupo de Teatro Experimental do Centro de Cultura e Recreio do Orfeão da Feira (Portugal)
- Sérgio Conceição (Portugal)
- Jeanneth Vieira (Portugal)
- LUIT – Laboratoire Urbain d'Interventions Temporaires (Frankreich)
- Agne Muralyte (Spanien)
- Collectif Kaboum (Frankreich)
- Clara Cortés Soler (Spanien)
- Belloabril, Theatre of Coincidences (Australien)
- Cie. Vaya (Portugal)
- Diego Sinniger (Spanien)
- Cie. Dédale de Clown (Frankreich)
- Claudio Mutazzi (Italien)
- Cie. O Quel Dommage (Belgien)
- Jean Rolland (Frankreich)
- Dolly Bomba (Italien)
- Hands Some Feet (Belgien)
- Cie. Es (Spanien)
- Cut Moose (Vereinigtes Königreich)
- Cia. IO (Spanien)
- Cia. Más Til y Menos Tal (Spanien)
- Cikada Circus (Irland)
- Marlon Banda (Italien)
- Kimani (Spanien)
- Zuska Drobna (Slowakei)

Dazu Gesprächsrunden, Workshops, offene Proben, geführte Touren, Installationen und eine Fotoausstellung.

### 2020
Ausgefallen in Folge der COVID-19-Pandemie in Portugal

### 2021
Auf Grund der COVID-19-Pandemie fand das Imaginarius Festival 2021 in zwei Auflagen statt, sowohl vor Ort in Santa Maria da Feira als auch in online übertragenen Veranstaltungen internationaler Compagnien an ihren Heimatstandorten, auf der virtuellen Imaginarius-Bühne:

#### Mai
Vom 27. bis 30. Mai 2021, in einem hybriden Format, mit einigen Veranstaltungen an Orten, Plätzen und Parks in Santa Maria da Feira, und mit anderen im Internet, mit Live-Übertragungen dieser und anderer Aufführungen. Auch einen gastronomischen Teil gab es wieder, diesmal allerdings nur zum Mitnehmen. Es waren 171 Künstlern aus fünf Ländern und insgesamt 48 Aufführungen vertreten, darunter:
- Teatro em Caixa (Portugal)
- Elisabete Sousa & Diogo Martins (Portugal)
- Ballet Comtemporâneo do Norte & Ana Mira (Portugal)
- Orquestra Criativa (Portugal)
- Salto – International Circus School (Portugal)
- Teatro Auéééu (Portugal)
- Alexandra Couto & Paulo Pimenta (Portugal)
- Rui Paixão & André Costa Santos & Mariana Machado (Portugal)
- Godmess (Portugal)
- Cia. Elelei (Spanien)
- Circonsciente (Mexiko)
- Filipe Alexandra Santos (Portugal)
- Societat Valentinas (Frankreich)
- Varanda Teatro (Brasilien)

#### September
Vom 9. bis 12. September 2021, teils Wiederholungen aus Mai, nun wieder vor Publikum bei den Veranstaltungen in und um Santa Maria da Feira, mit 338 Künstlern aus sieben Ländern mit insgesamt 83 Vorführungen, darunter:
- Cie. Artelier? Teatro de Rua (Portugal)
- Teatro do Mar (Portugal)
- Rina Marques & Sara Ferreira (Portugal)
- Mercador de Fábulas (Portugal)
- Jeanneth Vieira (Portugal)
- Miguel Refresco & Ballet Contemporâneo do Norte (Portugal)
- Teatre Mòbil (Spanien)
- Sidral Brass Band (Spanien)
- INAC – Instituto Nacional das Artes do Circo (Portugal)
- Cie. Erva Daninha (Portugal)
- Orquestra Criativa (Portugal)
- Lab Indança (Portugal)
- Baileia (Portugal)
- Cie. Kajal Ratanji (Portugal)
- Cie. Terpsichore (Portugal)
- Salto – International Circus School (Portugal)
- Teatro Auéééu (Portugal)
- Telmo Ferreira & Paulo Moreira (Portugal)
- Alexandra Couto & Paulo Pimenta (Portugal)
- Rui Paixão & André Costa Santos & Mariana Machado (Portugal)
- Teatro em Caixa (Portugal)
- Collective Creation Orfeo & Majnun (Portugal/Polen/Frankreich/Belgien/Österreich)
- Ana Rita Leute & Bianca Ferreira (Portugal)

### 2022
Vom 26. bis 29. Mai 2022 wurden 37 Stücke und insgesamt 140 Aufführungen von 178 beteiligten Künstlern aus 16 Ländern dargeboten, darunter:
- Xarxa Teatre (Spanien)
- LIT – Lost in Translation Circus (Vereinigtes Königreich)
- Teatro do Mar (Portugal)
- INAC – Instituto Nacional das Artes do Circo (Portugal)
- Rui Paixão/Holy Clown (Portugal)
- Twomuch Circus (Spanien)
- Elelei Company (Spanien/Italien)
- Etta Ermini Dance Theatre (Vereinigtes Königreich)
- Cie. 14:20 (Frankreich)
- Sidral Brass Band (Spanien)
- La Bella Tour (Spanien)
- Cia. Todozancos (Spanien)
- Elefante Elegante (Portugal/Spanien)
- Dogo de Calle (Portugal)
- Salto – International Circus School (Portugal)
- Sérgio Correia (Portugal)
- Cia. Persona (Portugal)
- Fábio Araújo (Portugal)
- Orquestra Criativa (Portugal) & Daniele Villa (Italien)
- José Cereceda (Portugal)
- Kanta Company (Litauen)
- Contakt Company (Deutschland/Vereinigtes Königreich/Frankreich/Österreich)
- Gluu (Deutschland)
- Collectif Acronicus (Schweiz/Chile/Argentinien)
- Danijela Zajc & Mismo Nismo (Slowenien)
- Steven Gutierrez (USA)
- Levantes Dance Theatre (Vereinigtes Königreich/Griechenland)
- Company Wurst – Mikael Karahan (Belgien)
- Ego Portrait (Österreich)